# Església Ortodoxa a Estònia

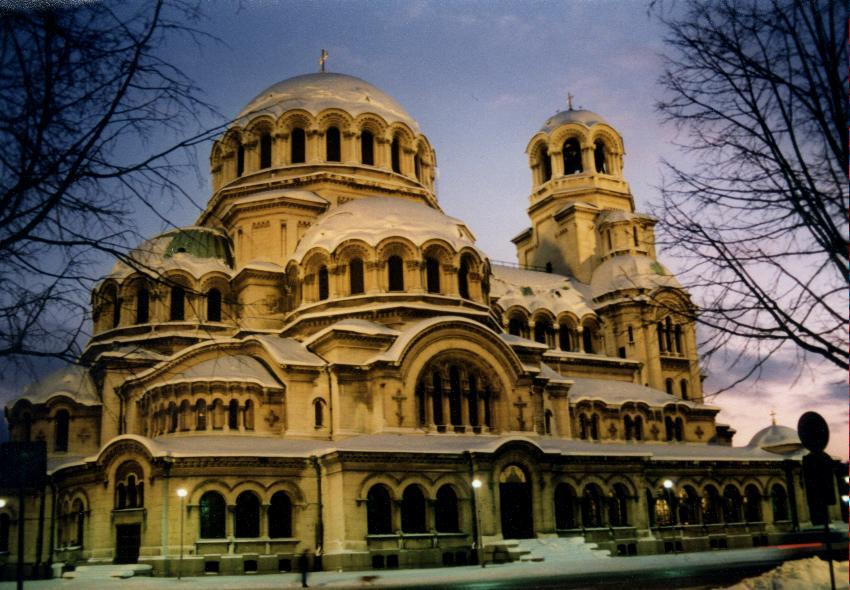
Catedral d'Alexandre Nevski a Tallinn, construïda a finals del

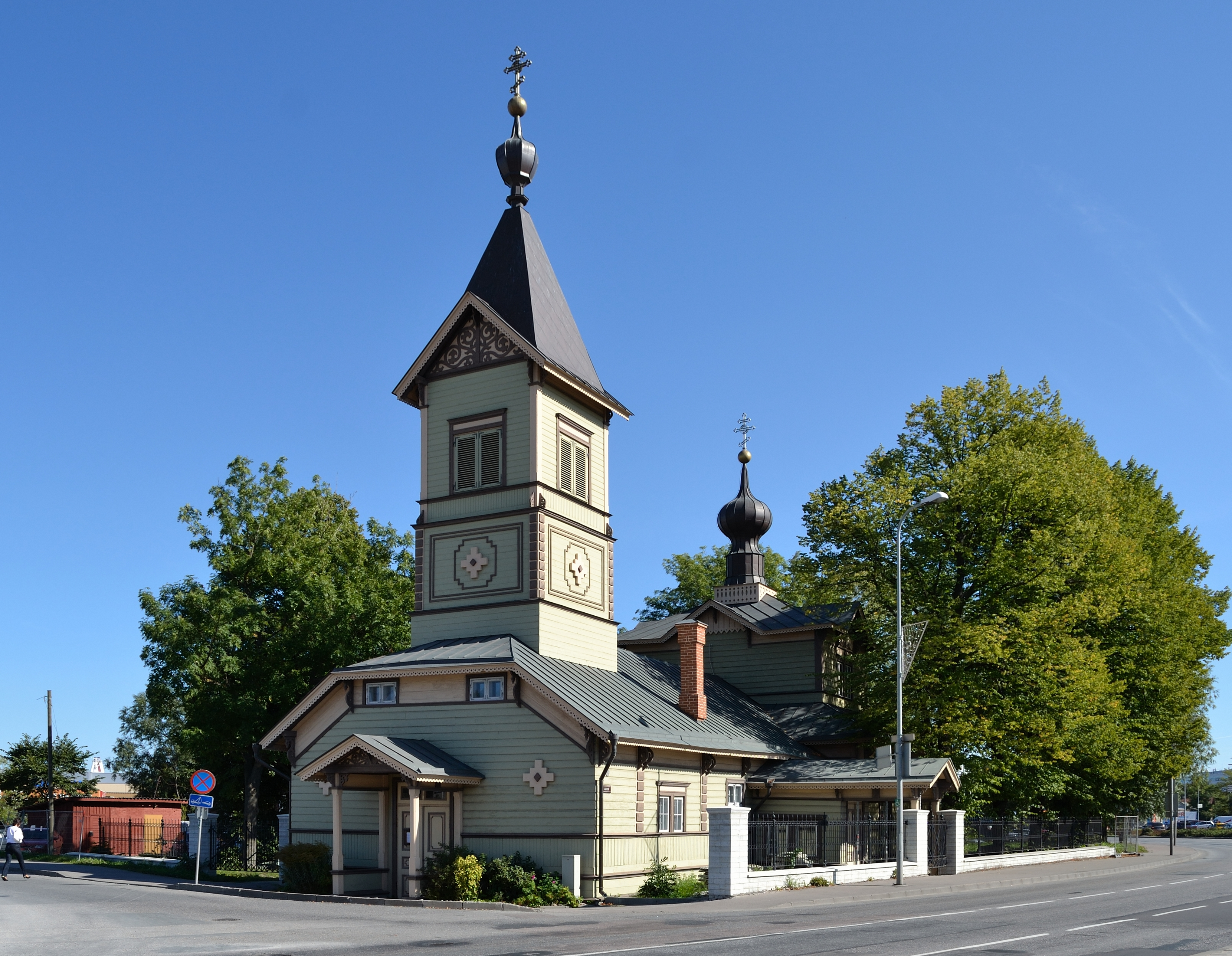
Església Catedral de Sant Simeó i Santa Anna a Tallinn

L'Església Ortodoxa a Estònia el 2011 era practicada pel 16,5% de la població, cosa que la converteix en la religió i denominació cristiana més reconeguda en aquest estat majoritàriament laic, després de superar el cristianisme luterà amb un 9,1% (que anteriorment era del 13,6% al cens del 2000) per primera vegada en la història moderna del país. L'ortodòxia oriental, o més específicament el cristianisme ortodox oriental, es practica principalment entre la minoria ètnica russa d'Estònia i entre la població nativa. Segons el cens estonià del 2000, el 72,9% dels qui es van identificar com a cristians ortodoxos eren d'ascendència russa.
En l'actualitat, hi ha dues branques de l'Església Ortodoxa Oriental a Estònia: l'Església Ortodoxa Apostòlica d'Estònia, una església autònoma sota el Patriarcat Ecumènic de Constantinoble, i l'Església Ortodoxa Estoniana del Patriarcat de Moscou, una església semiautònoma de l'Església Ortodoxa Russa.

## Història

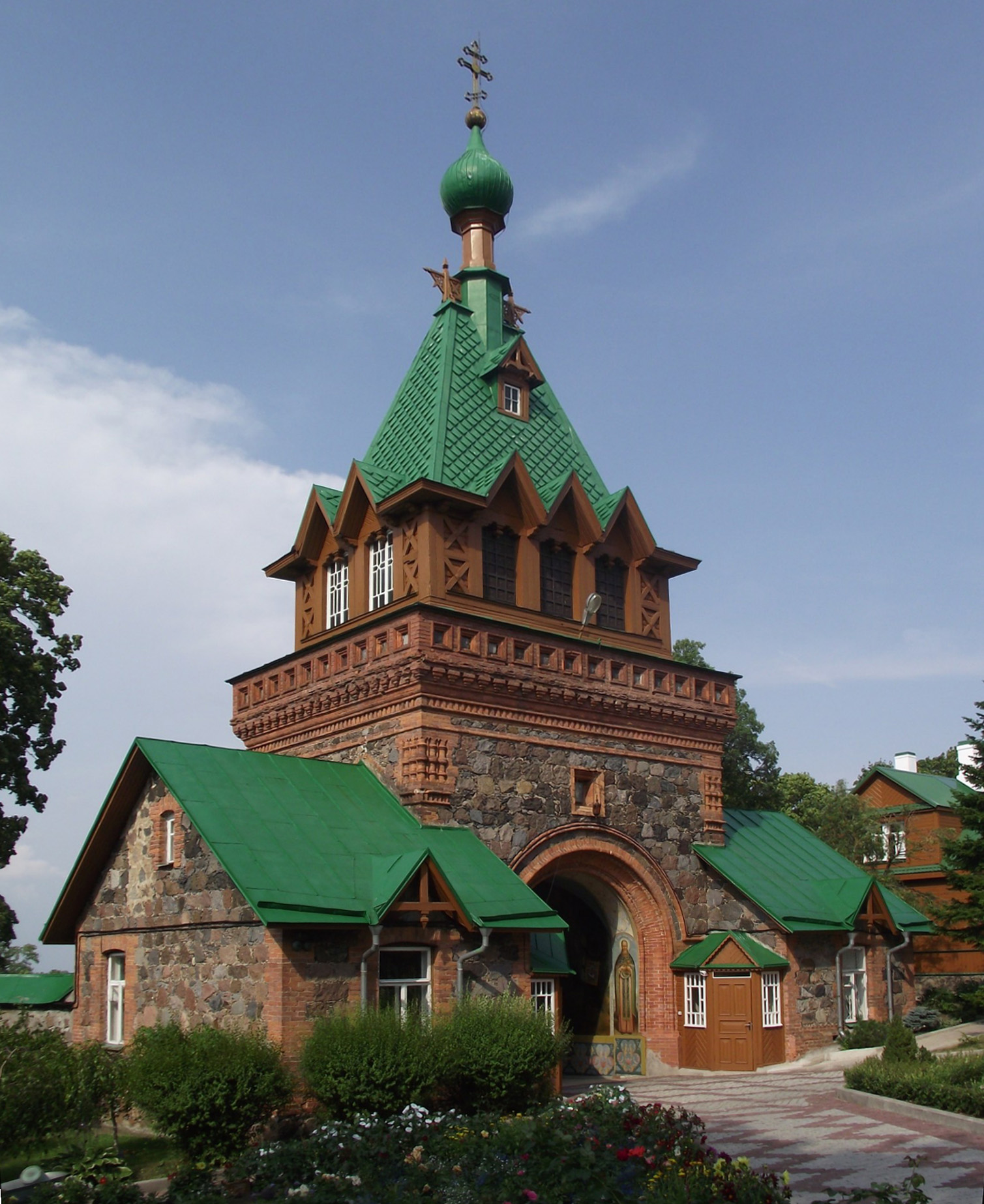
Convent de Pühtitsa a Kuremäe, a l'est d'Estònia.

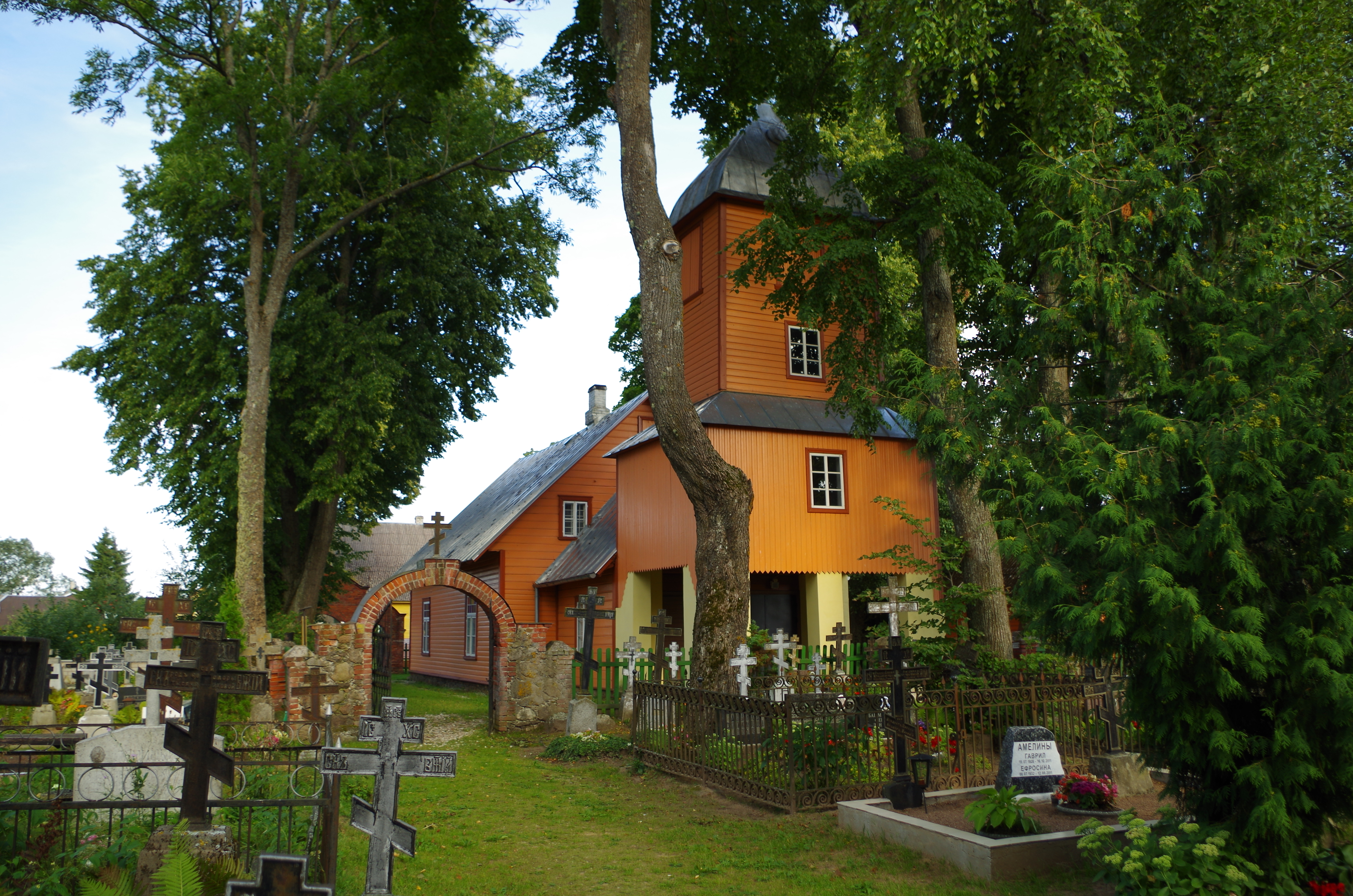
Església ubicada a Kasepää dels Vells creients

És probable que l'església ortodoxa s'introduís per primera vegada entre els segles segle x i segle xii gràcies a missioners de Nóvgorod i Pskov, actius entre els estonians de les regions sud-orientals properes a Pskov. La primera menció d'una congregació ortodoxa a Estònia data del 1030. Al voltant de l'any 600 dC, al vessant est del turó Toome (Toomemägi), els estonians van fundar la ciutat de Tarbatu (l'actual Tartu). El 1030, el príncep de Kíev, Iaroslau I el Savi, va assaltar Tarbatu i va construir la seva pròpia fortalesa anomenada Iúriev, així com, suposadament, una congregació en una catedral dedicada al seu sant patró, Sant Jordi. La congregació podria haver sobreviscut fins al 1061, quan, segons les cròniques, Iúriev va ser incendiat i els cristians ortodoxos expulsats.
Com a resultat de les Croades bàltiques a principis del segle xiii, el nord d'Estònia va ser conquerit per Dinamarca i el sud del país per l'Orde Teutònic i posteriorment pels Germans Livonians de l'Espasa. D'aquesta manera, tota l'actual Estònia va quedar sota el control de la cristiandat occidental. No obstant això, comerciants russos de Nóvgorod i Pskov van aconseguir posteriorment establir petites congregacions ortodoxes a diverses ciutats estonianes. Una d'aquestes congregacions va ser expulsada de la ciutat de Dorpat (Tartu) pels alemanys el 1472, que van martiritzar el seu sacerdot, Isidor, juntament amb diversos fidels ortodoxos (el grup es commemora el 8 de gener).
Es coneix poc sobre la història de l'església a la zona fins als segles segle xvii i segle xviii, quan molts Vells creients van fugir de Rússia per evitar les reformes litúrgiques introduïdes pel patriarca Nikon de l'Església Ortodoxa Russa.
Als segles segle xviii i segle xix, Estònia va formar part de l'Imperi Rus, després de ser cedida per l'Imperi Suec el 1721 després de la seva derrota a la Gran Guerra del Nord. Durant el segle xix, un nombre significatiu de pagesos estonians es van convertir a la fe ortodoxa de l'emperador amb l'esperança (incomplerta) de ser recompensats amb terres. Això va conduir a l'establiment de la diòcesi de Riga (a l'actual Letònia) per l'Església Ortodoxa Russa el 1850. A finals del segle XIX, es va produir una onada de russificació, recolzada per la jerarquia russa, però no pel clergat estonià local. La Catedral de Sant Alexandre Nevski a Tallinn i el Convent de Pühtitsa a Kuremäe es van construir en aquesta època.

### Independència

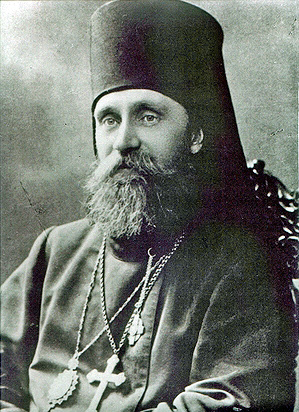
Paul Kulbusch

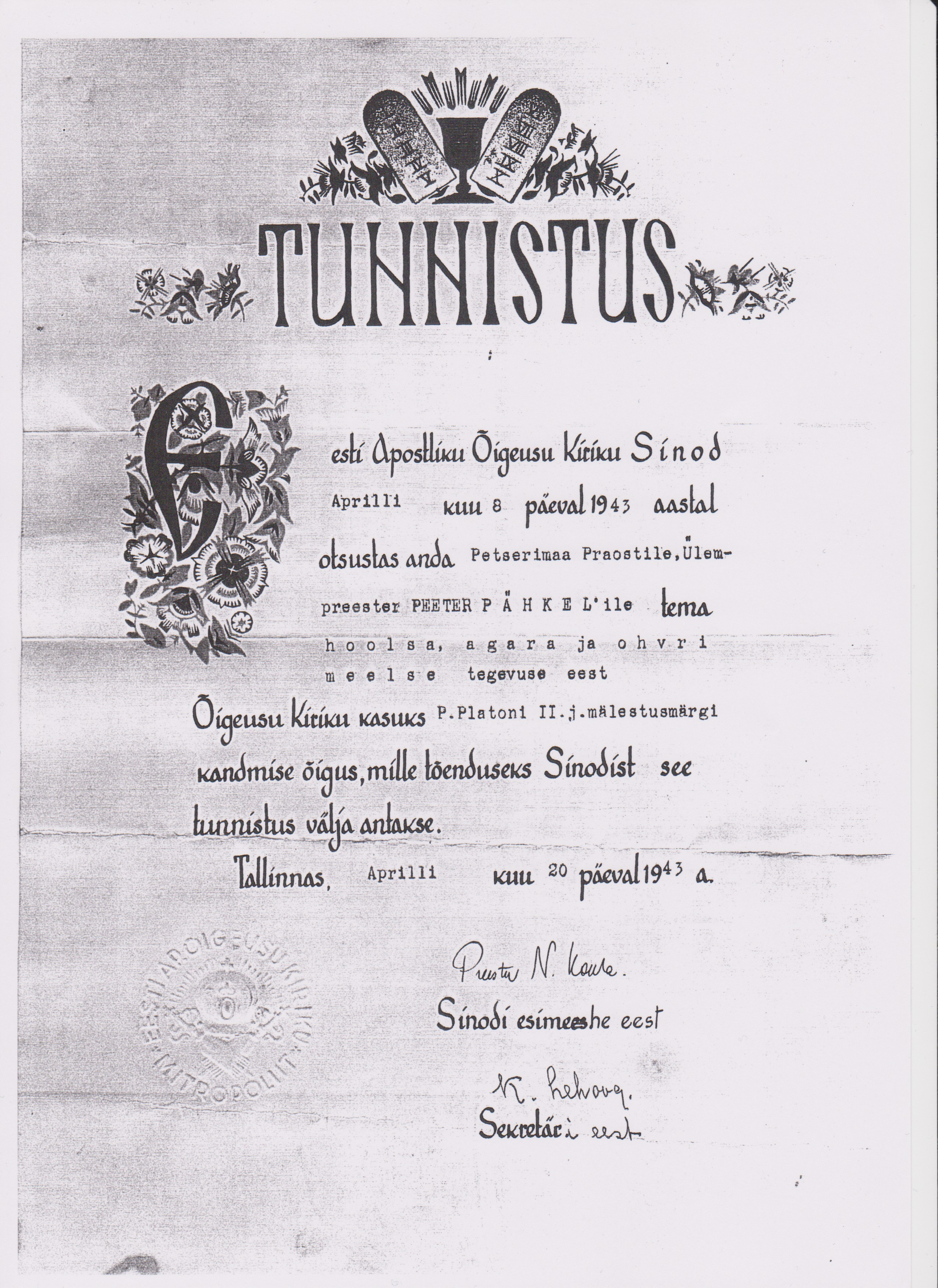
Elecció de Paul Kulbusch com a bisbe Plató de Tallinn

A mesura que el nacionalisme estonià creixia constantment durant el segle xix, el clergat estonià també va aspirar a una major independència, començant amb una diòcesi estoniana amb seu a Tallinn, presidida per un bisbe estonià. El 1917, un consell plenari va elegir Paul Kulbusch, sacerdot de la comunitat ortodoxa estoniana de Sant Petersburg, bisbe Plató de Tallinn. Ferm defensor de la independència, va ser executat dos anys després per l'Exèrcit Roig durant la Guerra d'Independència d'Estònia.
Després del reconeixement rus d'un estat estonià independent, el Patriarca de l'Església Ortodoxa Russa, Sant Tikhon, va reconèixer el 1920 l'autonomia econòmica, administrativa i educativa de l'Església Ortodoxa Apostòlica Estoniana (EOAE) i li va concedir l'autocèfala temporal. L'arquebisbe Aleksander Paulus va ser elegit i ordenat Metropolità de Tallinn i de tota Estònia, president de l'EOAE.
Prèviament, la Rússia soviètica havia adoptat una ideologia marxista-leninista l'objectiu ideològic de la qual era l'eliminació de la religió i la seva substitució per l'ateisme estatal. En resposta, el patriarca Tikhon va excomunicar els líders soviètics el 1918, cosa que va desencadenar un període de intensa persecució contra l'Església Ortodoxa Russa. A l'abril de 1922, Tikhon va ser empresonat, i el clergat estonià va perdre contacte amb el Patriarcat de Moscou. El setembre de 1922, el Consell de l'Església Ortodoxa Apostòlica d'Estònia va sol·licitar al patriarca de Constantinoble, Meleci IV, que, en primer lloc, transferís el control de l'Església estoniana de l'Església Ortodoxa Russa al Patriarcat de Constantinoble, i, en segon lloc, aclarís l'estatus canònic de l'Església estoniana. El 1923, el Patriarcat de Constantinoble va emetre un tomos (edicte eclesiàstic) que va sotmetre l'EOAE a la jurisdicció de Constantinoble i li va atorgar autonomia, però no l'autocèfala plena.
El 1935, l'església va registrar legalment els seus estatuts davant de l'estat amb el nom d'Església Ortodoxa Apostòlica Estoniana. Això tindria importants ramificacions legals posteriorment. L'església estoniana va romandre sota la jurisdicció del Patriarcat de Constantinoble fins a la Segona Guerra Mundial. Aleshores, aproximadament una cinquena part de la població estoniana era cristiana ortodoxa, incloent-hi Konstantin Päts, el primer president d'Estònia. Comptava amb més de 210.000 fidels (majoritàriament d'ètnia estoniana), tres bisbes, 156 parròquies, 131 sacerdots, 19 diàcons i una càtedra d'Ortodòxia a la Facultat de Teologia de la Universitat de Tartu. Entre les institucions ortodoxes notables es trobaven el Monestir Pskovo-Pechersky a Petseri, dos convents (a Narva i Kuremäe), un priorat a Tallinn i un seminari a Petseri.

### Ocupació per la Unió Soviètica

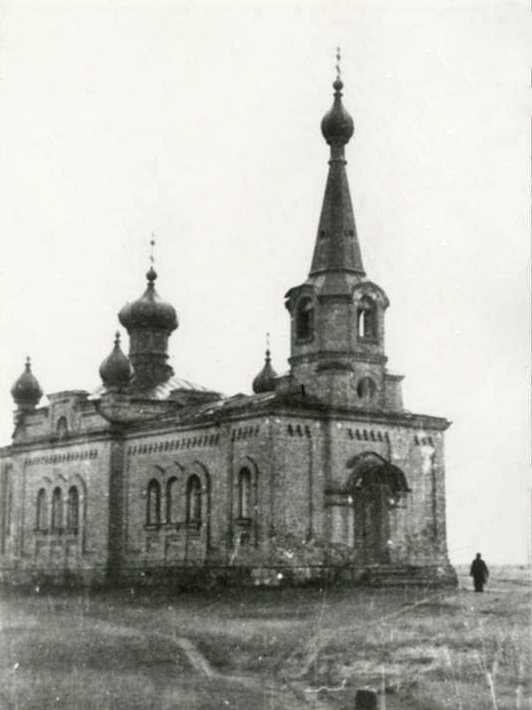
Església a Hullo, c. 1940

El 1940, Estònia es va convertir en una república constituent de la Unió Soviètica, com a part d'un acord secret de divisió territorial inclòs al Pacte de no agressió germano-soviètic d'agost de 1939. Durant l'era soviètica, la decisió de l'Església estoniana de trencar amb Moscou a favor de Constantinoble va ser declarada il·legal. En conseqüència, l'Església va perdre la seva autonomia i es va fusionar amb l'Església Ortodoxa Russa el 28 de febrer de 1941. Més de la meitat del clergat ortodox estonià va dimitir en protesta.
Aquest acord va durar poc, ja que l'Alemanya nazi va envair Estònia el juliol de 1941. Això va desencadenar el primer cisma en la història de l'ortodòxia estoniana; el 1942, l'Església va declarar la seva autonomia i va reprendre les seves relacions amb el Patriarcat de Constantinoble, però la diòcesi estoniana de Narva, habitada majoritàriament per russos ètnics, va mantenir el seu vincle amb l'Església Ortodoxa Russa.
Amb el temps, la sort d'Alemanya va canviar. A principis de 1944, l'Exèrcit Roig rus havia fet retrocedir les tropes alemanyes invasores fins a la frontera amb Estònia. Davant la imminent reocupació soviètica, s'estima que unes 100.000 persones van fugir d'Estònia. Entre elles hi havia el Metropolità Alexander, qui, juntament amb uns 20 sacerdots, va fundar l'Església Ortodoxa Apostòlica Estoniana a l'exili a Estocolm. Allà, l'EOAE va atendre uns 10.000 cristians ortodoxos estonians d'arreu del món.
Malgrat la fèrria resistència de les tropes alemanyes en retirada i dels nacionalistes estonians, la Unió Soviètica va reafirmar el control sobre Estònia a la tardor de 1944. El 1945, el Patriarcat de Moscou va dissoldre l'EOAE, va destituir el clergat restant i va reunir totes les congregacions estonianes en una única diòcesi dins de l'Església Ortodoxa Russa.
L'Església Ortodoxa Estoniana va romandre dividida mentre Estònia va ser membre de la Unió Soviètica, gairebé mig segle. Abans de la seva mort el 1953, el Metropolità Alexander va establir la seva congregació com a exarcat sota Constantinoble. El 1958, es va organitzar un sínode a Suècia per mantenir la continuïtat de l'església a l'exili. A Estònia, l'església va continuar com a diòcesi de l'Església Ortodoxa Russa. El 1978, a petició de l'Església Ortodoxa Russa, el Patriarcat Ecumènic de Constantinoble va declarar "inoperant" el tomos de 1923 que atorgava l'autonomia, cosa que significa que Constantinoble va reconèixer la impossibilitat que una església ortodoxa autònoma operés dins de la República Socialista Soviètica d'Estònia.

### Independència d'Estònia
El 20 d'agost de 1991, Estònia va proclamar la seva independència de la Unió Soviètica en desintegració, restaurant el govern parlamentari anterior al 1940. Aviat van sorgir divisions dins de la comunitat ortodoxa; alguns volien romandre sota el Patriarcat de Moscou, mentre que d'altres desitjaven reinstaurar l'església autònoma sota la jurisdicció del Patriarcat de Constantinoble.
La qüestió també tenia un aspecte legal. Després de la seva independència, Estònia va iniciar un programa de reforma de la propietat, és a dir, la restitució de les propietats expropiades pels soviètics durant l'ocupació. Però hi havia el dubte de quina església —la de l'exili, sota Constantinoble, o la d'Estònia, sota Moscou— era la legítima Església Ortodoxa Estoniana.
A principis de 1993, el parlament estonià va aprovar la Llei d'Esglésies i Congregacions, que exigia a totes les institucions religioses tornar a registrar-se al Ministeri de l'Interior. A l'agost d'aquell mateix any, l'església a l'exili va registrar l'estatut del 1935, cosa que significa que es considerava la continuació de l'Església Ortodoxa Apostòlica Estoniana original. Al novembre, la diòcesi, dirigida per Moscou, va intentar registrar el mateix estatut del 1935, però va ser denegada. En resposta, la diòcesi va interposar una demanda, intentant demostrar que ella, i no l'església a l'exili, havia mantingut la continuïtat de l'Església Ortodoxa Apostòlica Estoniana durant l'ocupació soviètica. El tribunal va rebutjar aquesta sol·licitud, dictaminant que l'església a l'exili era, de fet, la successora legítima de l'Església Ortodoxa a l'Estònia postsoviètica, convertint l'EOAE en l'única hereva legal de totes les propietats de l'església ortodoxa estoniana anteriors al 1940.
El Patriarcat de Moscou es va oposar fermament a aquesta decisió. Preocupaven especialment les 20 esglésies —construïdes abans de la dècada del 1940 i, per tant, legalment propietat de l'EOAE— administrades per la diòcesi dirigida per Moscou. El febrer de 1996, el Patriarcat de Constantinoble va restablir el tomos del 1923 que atorgava autonomia a l'Església Ortodoxa Apostòlica Estoniana i establia la subordinació canònica al Patriarcat Ecumènic, declarant que, si bé el tomos havia estat declarat inoperant el 1978, «no es considerava nul, invàlid ni revocat». El Patriarcat de Moscou, el patriarca del qual, Aleix II, nascut a Estònia, considerava la seva Estònia natal part del seu territori canònic, va trencar abruptament les relacions amb Constantinoble, cosa que va incloure la ruptura de la comunió entre les esglésies.
Les relacions entre els patriarcats en conflicte es van restablir tres mesos després, després de l'acord assolit a les reunions de Zúric: tant l'església autònoma com la diòcesi russa podrien operar en paral·lel dins d'Estònia, i cada parròquia i clergat tindria dret a triar la jurisdicció que desitjaven. Es va celebrar un referèndum i la majoria de les parròquies (54 de 84, generalment per grups ètnics) van triar l'autònoma Església Ortodoxa Apostòlica Estoniana, malgrat que la majoria dels feligresos donaven suport al Patriarcat de Moscou.
La diòcesi russa va continuar la seva campanya per reclamar la successió legal fins al 2001, quan va desistir dels seus intents de registrar l'estatut del 1935 i, en lloc d'això, va presentar una sol·licitud al Ministeri de l'Interior amb el nom d'"Església Ortodoxa Estoniana del Patriarcat de Moscou". L'EOAE va protestar, al·legant que era massa similar a "Església Ortodoxa Apostòlica Estoniana". Al principi, el govern es va alinear amb l'EOAE, que va suggerir noms com «Església Ortodoxa Russa a Estònia» o «Diòcesi de l'Església Ortodoxa Russa». L'Associació Empresarial d'Estònia aviat va pressionar a favor del Patriarcat de Moscou, ja que les declaracions de funcionaris russos els van fer creure que un registre favorable comportaria una reducció dels aranzels duaners per al comerç entre Estònia i Rússia. La iniciativa va tenir èxit, i el 17 d'abril del 2002 la diòcesi russa va ser registrada com l'Església Ortodoxa Estoniana del Patriarcat de Moscou (EOEM). No obstant això, això no va produir cap de les reduccions aranzelàries esperades.

### Actualitat
La comunitat ortodoxa d'Estònia, que representava aproximadament el 16,5% de la població total el 2011 i que s'ha convertit en la denominació cristiana més nombrosa del país, superant el luteranisme per primera vegada en la història moderna del país, continua dividida, i la majoria dels fidels (majoritàriament de ètnia russa) romanen sota el control de Moscou. Segons un informe governamental del 2004, uns 20.000 creients (majoritàriament de ètnia estoniana) en 54 parròquies pertanyen a l'autònoma Església Ortodoxa Apostòlica Estoniana sota Constantinoble, mentre que 150.000 fidels en 30 parròquies, juntament amb la comunitat monàstica de Pühtitsa, pertanyen al Patriarcat de Moscou.
Els problemes de propietat s'han resolt en gran manera. El 2002, l'EAOE va acordar transferir la propietat de les esglésies utilitzades per l'EOEM a l'Estat, qui, al seu torn, atorgaria arrendaments de 50 anys sobre les propietats a l'EOEM. A canvi, l'estat va acordar renovar les esglésies de l'EAOE.